# くらしの科学
くらしの科学（くらしのかがく）は、NHK教育テレビで放送された教養番組である。

## 概要
家庭婦人を対象にした生活科学番組であった。扱ったテーマは「餅」、「ナベ」、「火事」、「新しい繊維」、「寒さと健康」、「生活と客」などである。

## 基礎情報
第1期
- 放送期間：1959年1月13日 - 1960年3月29日
- 放送時間：火曜日 20:30 - 21:00

第2期
- 放送期間：1962年4月7日 - 1963年3月30日
- 放送時間：土曜日 18:00 - 18:30

## 出演者
- 解説：森雅央
- 聞き手：谷井澄子

## スタッフ
- 構成：桐村郷子

## 関連番組
- みんなの科学
- テレビ実験室
- 茶の間の科学